# Andreas Drugge
Andreas Drugge (* 20. Januar 1983) ist ein ehemaliger schwedischer Fußballspieler. 

## Werdegang

### Karrierestart bei IF Elfsborg
Drugge begann mit dem Fußballspielen bei Brämhults IF. Dann wechselte er über Mariedals IK Anfang 1999 in die Jugend von IF Elfsborg. Dort fiel er den Verantwortlichen des Svenska Fotbollförbundet auf, die ihn für diverse Juniorennationalmannschaften beriefen. Im Laufe der Allsvenskan-Spielzeit 2000 holte ihn Trainer Bengt-Arne Strömberg erstmals in die erste Mannschaft, so dass er im Saisonverlauf zu seinem Debüt in der Allsvenskan kam. Auch im Folgejahr gehörte er unregelmäßig zum Kader der Mannschaft, die den Svenska Cupen holte, erzielte jedoch im Saisonverlauf seine ersten beiden Ligatore. in der Spielzeit 2002 kam er dann unter Auswahltrainer Torbjörn Nilsson zu seinen ersten und einzigen Einsatz in der U-21-Auswahl. 
Zwar hatte sich Drugge im Kader von IF Elfsborg etabliert, jedoch als Ersatz für Lars Nilsson, Fredrik Berglund und Hans Berggren die meisten seiner Saisonspiele unter dem neu verpflichteten Trainer Anders Grönhagen als Einwechselspieler absolviert. Daher verlieh ihn der Klub für das zweite Halbjahr 2003 an den Falkenbergs FF, der in der zweitklassigen Superettan um den Klassenerhalt kämpfte. Am Saisonende kehrte er zu IF Elfsborg zurück, bei dem er unter dem mittlerweile dort tätigen Trainer Magnus Haglund eine neue Chance sah.
Zu Beginn der Spielzeit 2005 kam Drugge kaum noch zum Zug und bestritt bis Ende Juni lediglich vier Partien als Einwechselspieler. Daher kam es erneut zu einem Leihgeschäft, dieses Mal schloss er sich dem von seinem Landsmann Reine Almqvist betreuten norwegischen Klub FK Tønsberg in der zweitklassigen Adeccoligaen an. Am Saisonende verpasste er mit der Mannschaft den Klassenerhalt und kehrte nach Schweden zurück.

### Durchbruch in der zweiten Liga und Rückkehr in die Allsvenskan
Im Dezember 2005 gab Drugge seinen Wechsel zu Degerfors IF in die Superettan bekannt. Für den Traditionsverein bestritt er in der Superettan-Spielzeit 2006 alle 30 Ligapartien und trug mit sechs Saisontoren zum Klassenerhalt bei. In der folgenden Spielzeit gelang ihm der Durchbruch, als er 13 Saisontore erzielen konnte. Als fünfter der Torschützenliste führte er die Mannschaft um Magnus Tappert und Shpetim Hasani auf den achten Tabellenrang. 
Durch seine Torgefährlichkeit machte Drugge höherklassig auf sich aufmerksam und der Erstligist Trelleborgs FF, bei dem er einen Drei-Jahres-Kontrakt unterschrieb, verpflichtete ihn zum Jahresende. Bei seinem neuen Arbeitgeber zeigte Drugge erneut seine Torgefahr. Als Stammspieler bestritt er 26 Ligaspiele, in denen er sieben Tore erzielte und sich somit vor Magnus Andersson an die Spitze der vereinsinternen Torschützenliste setzte. An der Seite von Rasmus Bengtsson, Kristian Haynes und Joakim Sjöhage erreichte er somit den zehnten Tabellenrang. Auch in den folgenden Jahren gehörte er zusammen mit Sjöhage und Fredrik Jensen zu den treffsichersten Spielern des Klubs und verhalf ihm zum Erreichen des neunten respektive fünften Platzes.
Kurz nach Abschluss der Spielzeit 2010 gab Drugge im November seinen Wechsel innerhalb der Allsvenskan zum IFK Göteborg bekannt, bei dem er einen Drei-Jahres-Kontrakt unterzeichnete. Bei seinem neuen Klub konnte er in seiner ersten Saison nicht an seine Torgefährlichkeit der Vorjahre anknüpfen, so dass er mit einem Torerfolg sich nicht dauerhaft einen Stammplatz erspielte und sich in der Offensive hinter Tobias Hysén, Hannes Stiller und Stefan Selakovic einreihte. Nach nur einer Spielzeit verließ er daher den Klub wieder und schloss sich dem Lokalkonkurrenten BK Häcken an.
Bei seinem neuen Klub kam Drugge nicht über die Rolle eines Ergänzungsspielers hinaus, insbesondere mit dem mit 23 Toren als Erstliga-Torschützenkönig erfolgreichen Abdul Majeed Waris und dem ebenfalls mit zwölf Toren zweistellig treffenden René Makondele hatte er starke Konkurrenz in der Offensive. Entsprechend suchte er nach Saisonende einen neuen Verein und wechselte innerhalb Göteborgs zum Erstliga-Absteiger GAIS, wo er einen bis Ende 2014 gültigen Vertrag mit Option auf Verlängerung um eine Spielzeit unterzeichnete.

### Karriereende
Doch Anfang 2015 wechselte er weiter zum Drittligisten Fram Larvik nach Norwegen und beendet dort drei Jahre später seine aktive Karriere.